# 尹亮景
尹亮景（英文名：Zoe Yin，2001年—），美国波士顿人， 是一位享有国际声誉的少年天才画家和作家。

## 简历
尹亮景生于美国波士顿一个富有艺术天赋的家庭，姐姐尹亮前是一名少年天才画家和诗人，生母徐月貌是建筑开发商，兼建筑师和园林建筑师，生父尹亦重博士是生物医学工程师。
尹亮景一岁起开始作画。六岁加入安多佛艺术家协会，与来自美国新英格诸州一百多位成人艺术家一起参加第33届安多佛公园艺术展览， 成为该展览33年来最年幼的艺术家，售出了她第一幅绘画。八岁时，成为纽约国际艺术博览最年轻的参展艺术家。被誉为“八岁的神童，作品让人联想到马蒂斯和伦布兰特”。
至九岁时，尹亮景已经在美国及中国的多个画廊有了艺术代理，单幅画价1万美元。她的作品在俄亥俄州克利夫兰市著名的贝克艺术中心展出。十岁时，文化部中国对外文化集团在北京世界艺术馆，主办了“神奇的画笔——美籍华裔姐妹小画家尹亮前尹亮景作品展”。她与姐姐尹亮前的作品集“美籍华裔天才小姐妹--尹亮前尹亮景作品集”被选送参加法兰克福世界书展。
十岁时，受访中国中央电视台 Crossover 英文节目，并现场作画，中国教育台书画频道专访，并曾做客美国 WCPN 的广播访谈。
十一岁，她的故事被记录在由美国谷歌公司创导的THNKR 网页电视, 两周一期的神童节目，“艺术世界耀眼的少年神童”和"艺术神童被喻作大师马蒂斯”两个记录片里。

## 新闻
1. 2011. 10   中国中央电视台 Cultural express 报道， 中国北京 视频页面
2. 2011. 11   中国中央电视台 Crossover 节目专访， 中国北京
3. 2011. 12   中国教育电视台书画赏析栏目专访， 中国北京
4. 2010. 11   WCPN90.3 FM现场直播采访， 俄亥俄州
5. 2012. 08   记录片“艺术世界耀眼的少年神童”和"艺术神童被喻作大师马斯”, 美国谷歌公司创导的THNKR  网页电视, 两周一期的神童节目"PRODIGIES".
Young Prodigies Dazzle The Art World - YouTube ► 8:19► 8:19 www.youtube.com/watch?v=CwXSWsC60lY Sep 18, 2012 - Uploaded by thnkrtv 
Art Prodigy Compared to Matisse - YouTube ► 2:41► 2:41 www.youtube.com/watch?v=LLzv8Ck5U_w Oct 12, 2012 - Uploaded by thnkrtv